# Ахмед ел Мухамади
Ахмед Ејса ел Мухамади Абдел Фатах (арап. أحمد المحمدي‎, романизовано Ahmed Eissa Elmohamady Abdel Fattah; Махала ел Кубра, 9. септембар 1987) бивши је египатски фудбалер који је играо у одбрани на позицији десног бека, мада подједнако добро покрива и позицију бочног везног фудбалера. Поред клубова у Египту током каријере играо је и у Енглеској за Сандерланд, Хал Сити и Астон Вилу. 
За сениорску репрезентацију Египта играо је од 2007. и са  репрезентацијом је освојио два трофеја Афричког купа нација (2008. и 2010), а играо је и на Купу конфедерација 2009. и Светском првенству 2018. године. 